# مغنولية بيتونغية
ماغنوليا بيتونغية (الاسم العلمي:Magnolia betongensis) هي نوع من النباتات تتبع جنس الماغنوليا من الفصيلة الماغنولية.